# 許諤
許諤，字貞臣，山東高唐州人，清朝政治人物、舉人出身。
萬曆四十六年（1618年），鄉試中舉。順治二年，擔任山西介休縣知縣，后升任刑部主事。